# Fenixmännlein
Als Fenixmännlein (Fenixmännel, Fenskemännel, Fenisleute) bezeichnet man eine Gruppe schlesischer zwergenhafter Dämonen, die mit den Erdgeistern und Zwergen verwandt sein sollen, da sie denselben Beschäftigungen nachgehen. Wie die meisten Naturgeister leben sie in menschlicher Nähe und versuchen, die Kinder der Menschen mit ihren Wechselbälgern zu vertauschen. Selten sind sie bösartig.
Fenixmännlein werden als durchschnittlich größer als ein Zwerg, aber kleiner als ein Mensch beschrieben, was auf eine Verwandtschaft mit den Walen schließen lässt. Sie sollen in Gruppen leben und ihre Heimstatt in Hügeln und Gebüschen haben.